# Pension de veuve de guerre
 (novembre 2023).

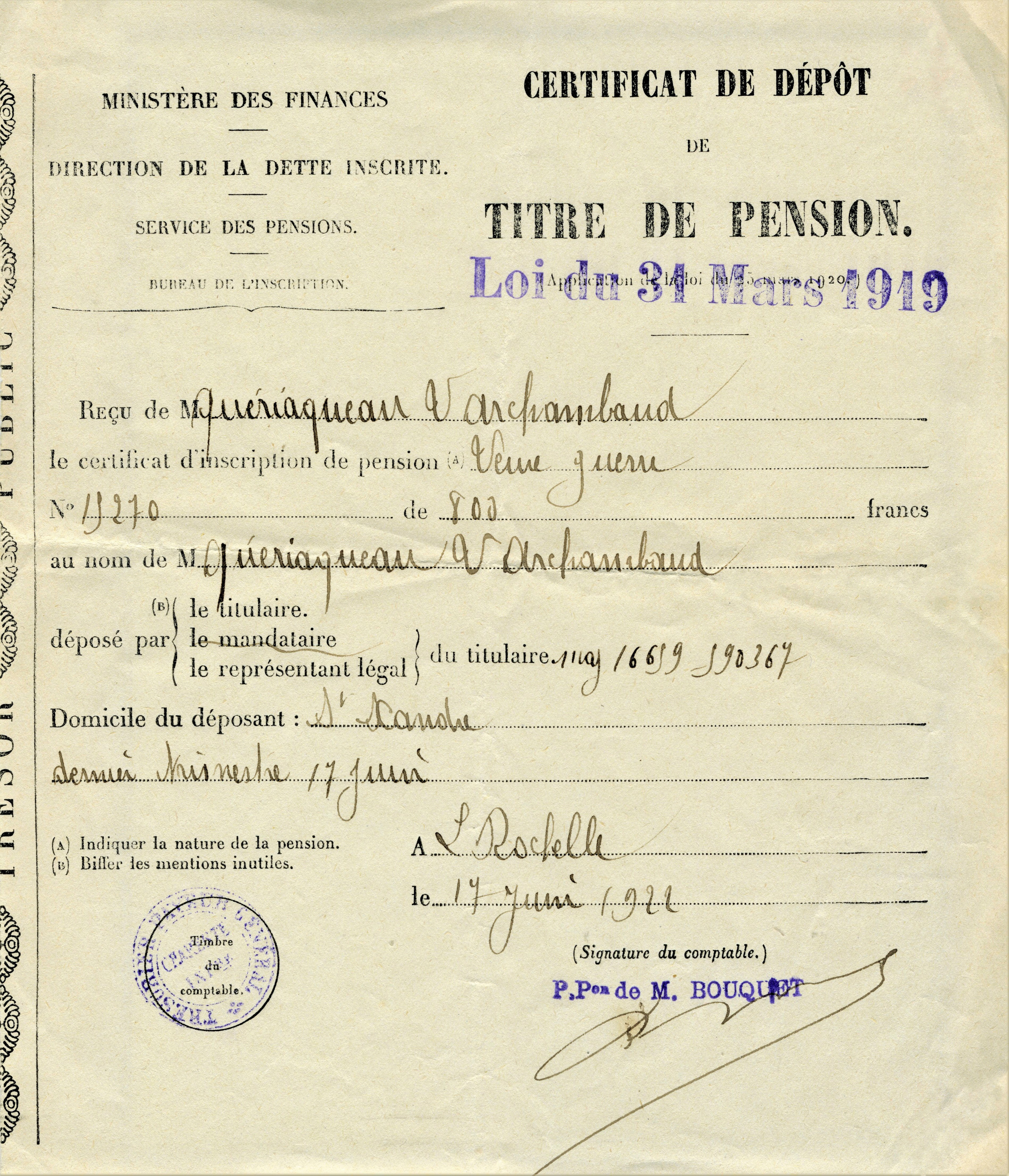
Certificat de dépôt de titre de pension alimentaire de veuve de guerre de juin 1922 en vertu de la Loi du 31 mars 1919.

En droit français, la pension de veuve de guerre est versée aux femmes ayant été mariées et dont le mari était pensionné de guerre.
Cette pension ne constitue pas une pension de réversion de la pension militaire d'invalidité du défunt. Ce qui implique que son montant n'est pas fixé en fonction du taux d'invalidité du pensionné mais d'après un certain nombre d'autres critères.

## Conditions d’attribution de la pension de veuve de guerre

### La durée de mariage
Il est nécessaire que la veuve ait été mariée au moins 3 ans avec le pensionné avant le décès de ce dernier. Cette condition n’est pas exigée si un ou des enfants sont nés au cours du mariage. La période de concubinage avant le mariage est prise en compte mais seulement sur production d’un certificat de vie commune (ou de concubinage) établi par la mairie où le couple a vécu ensemble avant de se marier. Le maire n’a pas d’obligation de délivrer un tel certificat.

### Nationalité de la veuve
La veuve doit être titulaire de la nationalité française pour pouvoir prétendre à l’attribution d’une pension de veuve de guerre. Les veuves de victimes militaires (interné résistant et déporté résistant) sont présumées être de nationalité française et n’ont donc pas à en apporter la preuve. En revanche, les veuves de victimes civiles doivent justifier de leur nationalité en produisant la copie soit de leur carte nationale d’identité en cours de validité soit de leur certificat de nationalité française. Ce dernier est délivré gratuitement par le directeur des services de greffe judiciaires du tribunal judiciaire du lieu du domicile pour les personnes résidant en France, ou par le tribunal judiciaire du lieu de naissance, si la personne est née en France mais réside à l'étranger.

## Le taux de liquidation de la pension de veuve de guerre
La pension de veuve de guerre peut être liquidée suivant deux taux différents. À ces taux correspond un nombre de points (un indice). Chaque point a une valeur qui est réévaluée chaque année (ex : un point vaut 13,13 € au 1er novembre 2005).
Le taux normal correspond à 515 points d’indice et le taux de réversion correspond à 348 points d’indice.
À ces taux dits de base peut s’ajouter un supplément exceptionnel. On parle alors de “taux spécial”. Il correspond suivant le cas à 682 points d’indice (515 points du taux normal + 167 points de supplément exceptionnel) ou bien à 515 points d’indice (348 points du taux de réversion + 167 points de supplément exceptionnel).
Le supplément exceptionnel est attribué en fonction d'un plafond fixé annuellement que le montant du revenu fiscal de référence indiqué sur l’avis d’imposition de l’année précédant celle de la demande de pension de veuve de guerre ne doit pas dépasser.
À savoir : Même si la veuve n’a pu bénéficier du taux spécial lors de la mise en paiement de sa pension de veuve de guerre, il lui est toujours possible d’en faire la demande les années suivantes dès lors que son revenu fiscal de référence de l’année qui précède sa demande de supplément ne dépasse pas un certain plafond.

### Majorations spéciales
Il existe trois cas dans lesquels le taux de liquidation de la pension de veuve de guerre bénéficiera d’une majoration spéciale :
Le premier cas concerne les veuves dont l’époux a été homologué à un grade dans la Résistance française. Le nombre de points d’indice alloués en plus diffère suivant le grade : plus ce dernier est élevé plus le nombre de points sera important.
Le deuxième cas concerne les veuves qui ont un ou plusieurs enfants à charge qui peuvent prétendre à une pension d’orphelin. Un supplément familial pourra être accordé, auquel cas la pension de veuve de guerre sera augmentée d’un certain nombre de points.
Le troisième cas concerne les veuves de grands invalides de guerre titulaires de leur vivant de la tierce personne (article L.18 du Code des pensions militaires d’invalidité et des victimes de la guerre). Ces veuves bénéficient d’une majoration du nombre de points d’indice de leur pension si elles apportent la preuve qu’elles ont soigné l’invalide pendant au moins 15 ans.

## Le taux d’invalidité du pensionné
Pour une victime civile (interné politique, déporté politique, patriote résistant à l’occupation, personne soupçonnée à tort d'avoir collaboré avec l'ennemi),
deux cas de figure peuvent se présenter :
- Le pensionné avait un taux d’invalidité de 85 % ou plus, la pension de veuve de guerre sera liquidée au taux normal.
- Le pensionné avait un taux d’invalidité inférieur à 85 %, auquel cas il est nécessaire de distinguer si l’invalide est décédé ou non des suites d’une infirmité pour laquelle il était pensionné. Si c’est le cas, la pension de veuve sera liquidée au taux normal. Dans le cas contraire, l’épouse ne pourra pas prétendre à bénéficier d’une pension de veuve de guerre.

Pour une victime militaire (interné résistant, déporté résistant), les situations suivantes peuvent se présenter :
- Le taux d’invalidité du pensionné était de 85 % ou plus, la pension de veuve de guerre sera liquidée au taux normal.
- Le taux d’invalidité du pensionné était inférieur à 85 % mais supérieur à 60 % : si la cause du décès n’est pas liée aux suites d’une infirmité pour laquelle le défunt était pensionné, la pension de veuve de guerre sera liquidée au taux de réversion.

En revanche, si le décès de l’invalide est dû aux suites d’une infirmité pour laquelle il était pensionné la pension de veuve sera liquidée au taux normal.
- Le taux d’invalidité du pensionné était inférieur à 60 % : si la cause du décès est liée aux suites d’une infirmité pour laquelle le défunt était pensionné, la pension de veuve de guerre sera liquidée au taux normal. Cependant, si le décès de l’invalide n’est pas dû aux suites d’une infirmité pour laquelle il était pensionné la veuve n’aura pas droit à pension.